# Гърбоноса щитомуцунеста змия
Гърбоносите щитомуцунести змии (Hypnale hypnale) са вид влечуги от семейство Отровници (Viperidae).
Срещат се в Шри Ланка и югозападна Индия.
Таксонът е описан за пръв път от германския естественик Блазиус Мерем през 1820 година.